# Міста Мальдівів

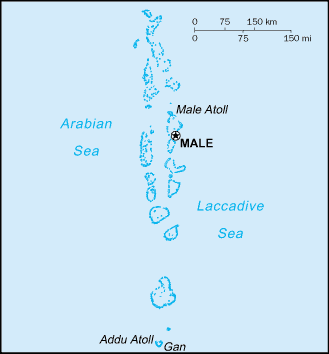
Map of The Maldives

На Мальдівах налічується понад 30 міст із населенням більше 1 тисячі мешканців. Столиця має населення понад 5 тисяч мешканців, 2 міста — понад 10 тисяч мешканців, усі інші міста — менше 10 тисяч.
Нижче перелічено 10 найбільших міст
| Назва         | Населення (2014) |
| ------------- | ---------------- |
| Мале          | 133 412          |
| Хулхумале     | 15 769           |
| Хітаду        | 10 398           |
| Кулхудхуффуші | 8 226            |
| Фуваммулах    | 8 095            |
| Віллінгілі    | 7790             |
| Зінаду        | 4669             |
| Унгуфару      | 4035             |
| Наїфару       | 3868             |
| Дідду         | 2651             |